# Altopiano di Lavarone
L'altopiano di Lavarone è un altopiano delle Prealpi vicentine, posto nella provincia autonoma di Trento. Fa parte del Gruppo degli Altipiani.

## Geografia
L'altopiano si trova ad un'altitudine media di 1000 metri nel Trentino meridionale.
La classificazione SOIUSA lo delimita dalla Sella di Carbonare al passo Vezzena (che lo mette in comunicazione con l'altopiano dei Sette Comuni) e alla Val d'Assa. L'altopiano di Lavarone raggiunge la sua massima altitudine con il Monte Cimon (1525 m. s.l.m.).
Dal punto di vista amministrativo, l'altopiano, assieme a quello di Folgaria (collocato più ad ovest) e al paese di Luserna (che si trova invece ad est, sull'Altopiano dei Sette Comuni), appartiene alla Magnifica Comunità degli Altipiani cimbri, una delle comunità di valle trentine istituite nel 2006 con una legge provinciale

### Lago
Nel comune di Lavarone sorge il lago di Lavarone, ad un'altitudine di circa 1080 m s.l.m., uno dei laghi più antichi dell'arco alpino, che custodisce resti fossili di quello che un tempo fu un bosco di abeti.

## Storia
Questa zona fu strategica durante la prima guerra mondiale: gli austro-ungarici la fortificarono con un grande sistema di trincee, camminamenti e fortificazioni. Oggi alcuni ruderi e forti sono ancora visitabili (tra cui per esempio il Forte Belvedere Gschwent, l'unico rimasto intatto) e sono toccati dal sentiero della Pace, un percorso che attraversa tutto il Trentino e l'altopiano dei Sette Comuni ricalcando la linea di fronte lungo la quale si fronteggiarono alpini e kaiserjäger.